# 圖克河
圖克河（法語：Touques，法語：[tuk] ⓘ）是法國的河流，河道全長104公里，流域面積1,305平方公里，平均流量每秒13.5立方米，河畔城鎮有利雪和滨海特鲁维尔，最終在多維爾和滨海特鲁维尔之間注入英吉利海峡。

## 外部連結
- http://www.geoportail.fr（页面存档备份，存于）
- The Touques at the Sandre database （页面存档备份，存于）